# Джарзомбек, Бобби
Бобби Джарзомбек (англ. Bobby Jarzombek; 4 сентября 1963, Сан-Антонио) — американский барабанщик, известный по работе с Себастьяном Бахом, Робом Хэлфордом, Iced Earth, Demons and Wizards и другими хеви-метал-группами. Младший брат Рон Джарзомбек — известный гитарист.

## Биография
Бобби Джарзомбек родился 4 сентября 1963 года в Сан-Антонио, штат Техас, в семье выходцев из Польши. Он начал играть на барабанах в 10 лет и очень рано стал играть в различных музыкальных группах. Свою первую настоящую известность он приобрёл, присоединившись к группе Juggernaut, с которой записал два альбома и которых покинул, дабы стать барабанщиком воссоединившихся Riot. Джарзомбек оставался с группой достаточно долгое время, записав семь альбомов. В настоящее время является ударником в группе Себастьяна Баха.

## Дискография

### с "Riot"
- (2011) Immortal Soul
- (1999) Sons of Society
- (1998) Shine On
- (1997) Inishmore
- (1997) Angel Eyes EP (Japan only)
- (1995) The Brethren of the Long House
- (1993) Nightbreaker
- (1993) Greatest Hits '78 - '90, aka Star Box (Japan only)
- (1992) Riot In Japan - Live!! (Japan) / (1999) Live In Japan!! (US)
- (1990) The Privilege of Power
- (1988) Thundersteel

### с "Halford"
- (2012) Live In London
- (2011) Live At Saitama Super Arena DVD
- (2010) Halford IV: Made of Metal
- (2010) Live in Anaheim CD & DVD
- (2009) Halford III: Winter Songs
- (2008) Live At Rock In Rio III DVD
- (2006) Metal God Essentials, Vol. 1
- (2003) Fourging The Furnace EP (Japan only)
- (2002) Crucible
- (2001) Live Insurrection
- (2000) Resurrection

### с "Fates Warning"
- (2013) Darkness in a Different Light

### с "Arch/Matheos"
- (2011) Sympathetic Resonance

с "Zierler"
- (2015) ESC

### с "Sebastian Bach"
- (2014) Give 'Em Hell
- (2013) ABachalypse Now DVD/CD
- (2011) Kicking & Screaming
- (2007) Angel Down

### с "Demons and Wizards"
- (2005) Touched by the Crimson King

### с "PainMuseum"
- (2006) You Have The Right To Remain Violent EP
- (2004) Metal For Life

### с "Spastic Ink"
- (2004) Ink Compatible
- (1997) Ink Complete

### с "Juggernaut"
- (1987) Trouble Within
- (1986) Baptism Under Fire

### Сессионные записи и гостевые работы
- (2014) Thomsen - Unbroken
- (2009) Ron Jarzombek - PHHHP! Plus
- (2009) Thomsen - Let's Get Ruthless
- (2009) Tim 'Ripper' Owens' - Play My Game
- (2009) Various - Sonic And The Black Knight - Tales of Knighthood OST
- (2008) Rob Rock - Garden of Chaos
- (2005) Demons & Wizards - Touched by the Crimson King
- (2005) Rob Rock - Holy Hell
- (2002) John West - Earth Maker